# Wolfharing
De wolfharing (Chirocentrus dorab) is een straalvinnige vissensoort uit de familie van de wolfsharingen (Chirocentridae). De wetenschappelijke naam van de soort is voor het eerst geldig gepubliceerd in 1775 door Forsskål.

## Kenmerken
Deze haring heeft een langgerekt, lichtblauw lichaam. De getande bek bevat twee naar buiten stekende, vergrote hoektanden in de bovenkaak. De lichaamslengte bedraagt 100 cm.

## Leefwijze
Het voedsel van deze solitaire of in kleine groepjes jagende, actieve vissen bestaat voornamelijk uit vis. Het zijn zeker geen scholenvissen.

## Verspreiding en leefgebied
Deze soort komt voor in de Indische- en Grote Oceaan.